# Puchar Top Teams siatkarek
Puchar Top Teams siatkarek (ang. Women's CEV Top Teams Cup) – międzynarodowe, klubowe rozgrywki siatkarskie, utworzone z inicjatywy Europejskiej Konfederacji Piłki Siatkowej (CEV) w 1999 w miejsce Pucharu Europy Zdobywczyń Pucharów i regularnie prowadzone przez tę organizację od sezonu 2000/2001 do sezonu 2006/2007 w ramach europejskich pucharów, przeznaczone dla żeńskich drużyn klubowych zajmujących czołowe miejsca w europejskich ligach krajowych, które nie zostały zakwalifikowane do Ligi Mistrzyń.

## Triumfatorki
| Edycja    | Miejsce | 1. miejsce                      | 2. miejsce          | 3. miejsce             |
| --------- | ------- | ------------------------------- | ------------------- | ---------------------- |
| 2000/2001 | Wiedeń  | Asterix Kieldrecht              | Post SV Wiedeń      | Dinamo Odessa          |
| 2001/2002 | Baku    | Azərreyl Baku                   | Jedinstvo Užice     | Pałac Bydgoszcz        |
| 2002/2003 | Berno   | RC Villebon 91                  | Volley Köniz        | Datovoc Tongeren       |
| 2003/2004 | Bursa   | Vakıfbank Güneş Sigorta Stambuł | VfB Ulm             | Datovoc Tongeren       |
| 2004/2005 | Torino  | BigMat Kerakoll Chieri          | Bayer 04 Leverkusen | Eczacıbaşı Stambuł     |
| 2005/2006 | Moskwa  | Asystel Novara                  | Dinamo Moskwa       | Longa'59 Lichtenvoorde |
| 2006/2007 | Münster | CAV Murcia 2005                 | CSKA Moskwa         | Schweriner SC          |